# Holbæk Teater
Holbæk Teater var egnsteater i Holbæk Kommune fra 1983 frem til 2020, hvor det blev til Sjællands Teater.
Teatret præsenterede egenproduktioner og gæstespil, men også andre arrangementer som bl.a. Saloner, foredrag, stand-up, musik og andet.
Flere af Holbæk Teaters produktioner kom på turné rundt i landet.
Holbæk Teater vandt Danmarks fornemste teaterpris Årets Reumert to år i træk:
I 2008 for børne- og ungdomsforestillingen "Gidsel – en historie i virkeligheden", som foregik i en kørende bus.
Og igen i 2009 for musikteater-forestillingen "69 – En rockteaterkoncert", som handlede om balladen omkring Ungdomshuset på Nørrebro.
Teatrets ledelse:
- 2011 - 2020: Kristoffer Møller Hansen og Brian Kristensen
- 2010 - 2011: Kristoffer Møller Hansen (konstitueret)
- 2000 - 2010: Pia Jette Hansen

Holbæk Teater har " stået bag store succeser som:
- Cykelmyggen Egon, 2011 (siden overtaget af Østre Gasværk Teater).
- Dagpengeland, 2012.
- Rasmus Klump - på eventyr, 2013 (i samarbejde med Tivoli).
- Den Lilla Møghætte og Pulven", 2013
- Teaterdokumentaren "ULTIMATUM", 2013

| Kunst og kultur | Spire Denne artikel om scenekunst og teater er en spire som bør udbygges. Du er velkommen til at hjælpe Wikipedia ved at udvide den. |

55°43′3.68″N 11°42′54.77″Ø / 55.7176889°N 11.7152139°Ø